# Julio Aurelio
Julio Francisco A. Aurelio (18 de octubre de 1942 - 27 de enero de 2020) fue un sociólogo  y consultor político argentino, especialista en estudios sociopolíticos y socioeconómicos de Opinión Pública.
Es el fundador de la consultora Julio Aurelio - Aresco en la cual se desempeñó como presidente y director general desde su creación hasta el 27 de enero de 2020. En simultáneo, desarrolló su carrera académica desde 1963 y la continuó hasta el año 2020, siendo titular, entre otras, de las cátedras de Análisis Político y de Opinión Pública de la UBA. A partir del 2014 pasó a ser Profesor Consulto de la Facultad de Ciencias Sociales de la UBA. Asimismo, fue autor de trabajos y libros relacionados con la Opinión Pública y la Consultoría Política. 

## Biografía
Licenciado en Sociología, egresó con Diploma de Honor de la Universidad Católica Argentina con especialización en Sociología Urbana y Planeamiento Territorial y Ambiental.
Fue especialista en estudios sociopolíticos y socioeconómicos de Opinión Pública.
Comenzó su carrera académica en 1963 y la continuó hasta el año 2020. Desde 1996 se desempeñó como titular de las cátedras de Análisis Político y de Opinión Pública de la UBA. A partir de 2013 por resolución del Consejo Superior de la Universidad de Buenos Aires, se convirtió en Profesor Consulto de la Facultad de Ciencias Sociales.

## Actividad académica
Fue profesor desde 1963 en las carreras de Ciencias Sociales y Ciencia Política de la Universidad de Buenos Aires, de la Universidad del Salvador, de la Universidad Católica Argentina y de la Universidad Provincial de Mar del Plata, de la que también fue rector interventor entre los años 1973-1974. 
Su trayectoria académica se desarrolló, de manera continua, en el ámbito de las ciencias sociales y, en especial, en el campo de las técnicas de investigación social y de metodología de la investigación, análisis político y opinión pública, sobre la base de su interés personal en las investigaciones de campo para captar, directamente, las inquietudes y las motivaciones de la población.
Cabe destacar su participación como profesor titular de la primera cátedra de Sociología de la carrera de Psicología de la Universidad Provincial de Mar del Plata, en 1966. Ese año fue elegido para el diseño de los planes de estudio de las carreras de Sociología y de Antropología de la misma universidad, debido al perfil metodológico proveniente de su formación en la tradición de la “sociología científica” (orientación teórica-metodológica basada en la investigación empírica impulsada por Gino Germani)  junto al director del Departamento de Sociología de la UCA, José Enrique Miguens. También lideró el grupo académico que actualizó el plan de estudios de la carrera de Sociología de la Universidad del Salvador.
Entre 1967 y 1970 dicta clases en las primeras materias de la Carrera de Sociología de la Universidad Provincial de Mar del Plata, entre ellas, Introducción a las Ciencias Sociales, Técnicas de Investigación Social, Teoría y Metodología de la Investigación, y Sociología Sistemática. 
Entre 1967 y 1969, en la Universidad del Salvador, dicta Técnicas de Investigación Social, en la Escuela de Sociología y en la Escuela de Relaciones Internacionales.
Entre 1969 y 1971 ejerce los cargos de Consejero Académico y Coordinador del área metodológico-técnica, en la Universidad del Salvador y en la Universidad Provincial de Mar del Plata.
Entre 1971 y 1975 se desempeña como docente en la Universidad Nacional de Buenos Aires en las cátedras de Metodología de la Investigación Social de la Facultad de Filosofía y Letras, y en el Seminario de Sociología de la Facultad de Arquitectura.
En 1988 retoma la docencia con la cátedra de Opinión Pública en la Facultad de Ciencias Sociales de la Universidad de Lomas de Zamora. 
En diciembre de 2007 dictó el seminario de Investigación Política Aplicada, sobre el sistema informativo integrado de investigación cuantitativa para el máster en Asesoramiento Político de la Universidad Pontificia de Salamanca.
De 1996 a 2014 ejerció como profesor regular titular en las cátedras de "Opinión Pública" y “Análisis Político” de la Carrera de Ciencia Política de la Universidad Nacional de Buenos Aires. A partir del año 2014 hasta 2020 fue profesor Consulto de la Facultad de Ciencias Sociales.

## Posiciones profesionales
Entre 1972 y 1979, tanto en Argentina como en España, se desempeña en actividades de investigación especializadas en estudios socioeconómicos, de planeamiento urbano y territorial, y en estudios del campo de la sociología sindical y política. Desde 1975 lo hace instalado en España, donde trabaja para diferentes instituciones y consultoras. En 1977, crea en Madrid ‘Julio Aurelio y Asociados’, precursora de ‘Compañía Argentina Española de Consultoría S.A.’ (Aresco) en España. En ese período ejerce su profesión como consultor llevando a cabo investigaciones centradas en estudios socioeconómicos y de planeamiento urbano con particular interés en el impacto ambiental de la energía nuclear y de la energía hidroeléctrica. La especialización en sondeos de opinión pública en el ámbito político será otra rama de investigación que desplegará en diversos espacios partidarios de la dirigencia española. 
En 1981 inaugura la oficina de Buenos Aires en la cual desarrolla, activamente, la consultoría política, en los años de la restauración de la democracia argentina, a partir de 1983. Su desempeño en esta disciplina le valió el reconocimiento como uno de los “padres fundadores” de los sondeos de opinión pública, junto a Edgardo Catterberg y Manuel Mora y Araujo, según señala Gabriel Vommaro en su libro "Lo que quiere la gente" (2008).
Si bien la consultoría política fue su actividad principal, en forma simultánea llevó a cabo estudios de áreas diversas como la investigación de mercado e investigaciones del ámbito social, cultural y económico -en temas de salud, educación, seguridad, turismo, transporte, telefonía, medios de comunicación, entre otros-, y diagnóstico y planificación de imagen corporativa.
Fue presidente y director general de la consultora hasta su fallecimiento en 2020.

## Colaboraciónad honoremen organizaciones de interés público
Colaboró activamente en diversas organizaciones para las cuales prestó servicios ad honorem, desde asesoramiento hasta preparación y participación en eventos y conferencias nacionales e internacionales: 
- Presidente de la Cámara de Empresas de Investigación Social y de Mercado (CEIM)[13] en el período de 2002 a 2004 y miembro desde los inicios.
- Miembro honorario de la Sociedad Argentina de Investigadores de Marketing y Opinión (SAIMO).[14]
- Miembro de la Sociedad Argentina de Análisis Político (SAAP).[15]
- Socio fundador y miembro de la Asociación Latinoamericana de Consultores Políticos (ALACOP).[16] Presidente en el período de 2006 a 2008.[17]
- Miembro de la Asociación Europea de Consultores Políticos (EAPC)
- Miembro del Directorio de la Asociación Internacional de Consultores Políticos (IAPC).
- “Gold Member” de la Asociación Americana de Consultores Políticos (AAPC).

## Premios
Recibió el Premio Pollie en 2006 que premia lo destacable en Opinión Pública y Comunicación Política, en la categoría de Llamadas Telefónicas Internacionales, por la elaboración del software para la realización de encuestas automatizadas. El premio fue otorgado en la ceremonia de los 15º Premios Pollie, en su sede de Estados Unidos.
Este premio fue motivado por su aporte de nuevas tecnologías en el marco del desarrollo de innovaciones metodológicas para la investigación sociopolítica, eje principal de su actividad.

## Publicaciones
Realizó numerosas publicaciones entre las que se pueden citar:
- “Argentina, poder y transformación: estudio del cambio social en las élites dirigentes rgentinas”. Presentado a la Cátedra de Teoría del Cambio Social. Departamento de Sociología de la Universidad Católica Argentina. 1963.

- “Alineación profesional en contextos transicionales”. Revista Latinoamericana de Sociología, Vol. II, N°3.  Ed. del Instituto Di Tella Buenos Aires. 1966.

- “Sociología y sociedad: el compromiso actual de la Sociología”. Facultad de Humanidades de la Universidad de la Provincia de Buenos Aires. 1965.

- En colaboración. “Consideraciones sobre la formación de élites profesionales en una sociedad en transición”. Revista Sociología N°1, Editorial Asociación de Estudios de Sociología. Buenos Aires. 1966.

- “Argentina virtual, Argentina real (o la doble faz de Jano). Realidad sociopolítica, encuestas de opinión y climas mediáticos”. El Arte de Ganar Elecciones. ALACOP - Asociación Latinoamericana de Consultores Públicos. Revista Archivos del Presente. 1999.[19]. issn=0328-3151.

- “Medios de comunicación y democracia cultural” en La cultura en la sociedad democrática. Encuentro Nacional de Pensadores. Secretaría de Cultura de Presidencia de la Nación. 1999.

- Maresca Silvio Juan (coord) (2001). “El Poder mediático. La fascinación de la imagen”. Publicado en el libro “El Poder en la Sociedad Posmoderna”. Editorial Prometeo[20].

- “Desarrollo del destino turístico: Marco estratégico de la propuesta integral de gestión de El Calafate como centro turístico”. Aportes y Transferencia. Año 5 Vol. 1. 2001.[21]. 2001.

- Daniel Cabrera, María Elena Qués, Belén Amadeo, Edgardo Mocca y Julio Aurelio (2011). “El rol de los medios, las formas de la opinión pública y las estrategias comunicacionales en la campaña electoral de 2011”. Lo que vendrá  Carrera de Ciencia Política  Facultad de Ciencias Sociales UBA.[22].

- Julio Aurelio (2021). “Julio Aurelio Memorias de un sociólogo político ”. La Crujía.[23]. isbn=978-987-601-273-7.

## Conferencias
Dictó más de 100 conferencias en distintos ámbitos públicos y privados, nacionales e internacionales. Se destaca entre las más recientes: 
- “Política, comunicación y consultoría. Tendencias y cambios en América Latina” XIII Reunión Anual de ALACOP (Asociación Latinoamericana de Consultores Políticos). Guatemala - mayo de 2008.
- “Análisis del panorama electoral nacional” Cámara Española de Comercio de la República Argentina. 21 de junio de 2011.
- "Nuevas tecnologías para estudios de Opinión Pública" EAPC (Asociación Europea de Consultores Políticos) - Estambul - mayo de 2015.
- "Posmodernidad, populismos y medición de públicos" Elecciones legislativas en Argentina - IAPC (Asociación Internacional de Consultores Políticos) Islandia - noviembre de 2017.